# Distrito electoral de Naples-Bluffs (Illinois)
Naples-Bluffs (en inglés: Naples-Bluffs Precinct) es un distrito electoral ubicado en el condado de Scott en el estado estadounidense de Illinois. En el Censo de 2010 tenía una población de 568 habitantes y una densidad poblacional de 8,56 personas por km².

## Geografía
Según la Oficina del Censo de los Estados Unidos, Naples-Bluffs tiene una superficie total de 66.33 km², de la cual 63.7 km² corresponden a tierra firme y (3.96%) 2.63 km² es agua.

## Demografía
Según el censo de 2010, había 568 personas residiendo en Naples-Bluffs. La densidad de población era de 8,56 hab./km². De los 568 habitantes, Naples-Bluffs estaba compuesto por el 97.71% blancos, el 0% eran afroamericanos, el 0% eran amerindios, el 0.88% eran asiáticos, el 0% eran isleños del Pacífico, el 0.35% eran de otras razas y el 1.06% pertenecían a dos o más razas. Del total de la población el 1.94% eran hispanos o latinos de cualquier raza.